# Tango de Satan (roman)
Tango de Satan est un roman hongrois de László Krasznahorkai, publié en 1985, traduit et publié en français en 2000.

## Découpage
Enchaînement des figures
- Première partie
  - I On apprend qu'ils arrivent
  - II Nous ressuscitons
  - III Savoir quelque chose
  - IV Le travail des araignées I (Les huit de l'infini)
  - V Une brèche dans l'édifice
  - VI Le travail des araignées II (Les mamelles du diable, tango de Satan)
- Deuxième partie
  - VI Irimias fait un discours
  - V Perspective, vue de face
  - IV Ascension ? Hallucination ?
  - III Perspective, vue de face
  - II Les soucis, le boulot...
  - I Le cercle se referme

## Contexte
L'action se déroule dans une région perdue d'une province d'un pays d'Europe centrale, qui ne peut guère être que la Hongrie, d'après les noms des personnages, et des lieux (Szikes, Postelek, Elek, Csüd, Keresztur, Nagyromanvaros, Aranyharomszög, Hochmeiss, Weinkheim), et diverses spécialités (palinka, fröccs, cigarettes Kossüth, ragoût de paprika, magazine Füles, danse csardas (et tango), livre de géologie de la grande plaine, hymne Tu es belle, ma douce Hongrie). Le cadre est une vaste exploitation agricole coopérative, démantelée, abandonnée par les autorités et par les anciens employés et résidents.
Le village et certaines fermes isolées sont encore habités par une très faible population, une vingtaine de foyers, soit une trentaine de personnes évoquées, qui n'osent pas ou plus quitter cette contrée sinistrée pour aller chercher fortune ailleurs (p. 233).
Le récit porte sur quelques jours d'une année indéterminée du dernier tiers du XXe siècle, après toutes ces années de déprimante misère (p. 190), à l'arrivée de la saison des pluies, au mois d'octobre. 
La désolation et l'isolement sont accentués par l'humidité : pluie, eau, flaque, boue, gouttière, canal, marécage, station de pompage, moite, moisi, rouille, s'affaisser, s'effriter, s'effondrer, se lézarder, s'engourdir, engloutir, transpercer : cloaque, ça sent la vase, [...] tout est en train de pourrir, l'avant-garde des cafards.

## Personnages
- couples mariés : Halics, Kraner, Schmidt, l'aubergiste,
- célibataires : Futaki, le docteur, le directeur d'école, Kelemen, Kerekes, Petrina (Sandor Ferenc Istvan Andras, ou Jozef), Irimias (ou Dönci), Szabo, Janos, Weisz, Toth
- gens de la ville : Steigerwald, Payer, Streber, Mopsz, Istvan Kalmar
- famille Horgos : mère, père décédé, Mari & Juli, Sanyi (Sandor), Etsike (10 ans)
- forces de sécurité

## Aperçu
Futaki se réveille tôt, en catastrophe, dans le lit de Mme Schmidt, par un carillon de cloche, alors qu'aucune cloche ne fonctionne plus depuis longtemps à sa connaissance. Ses acolytes Schmidt et Kraner devraient être au loin à ramener le bétail à l'étable collective, et récupérer enfin leurs salaires en retard. Et il ne peut guère s'enfuir sans être repéré par les voisins. Il apprend vite que Schmidt, Kraner et Halics ont décidé de fuir avec l'argent, y compris celui de Futaki, dès la nuit. Et, selon les rumeurs, Irimias et Petrina, réputés morts depuis dix-huit mois, seraient bientôt de retour.
Peu auparavant, dans les bureaux de la sécurité, l'homme aux oreilles en feuille de chou et en état d'angoisse chronique (p. 45) et son ami, convoqués, houspillés (vauriens, fantaisistes, clochards...), sont sommés de travailler pour le capitaine, puis expulsés. Juste après, au café, Irimias menace de revenir tout faire sauter (p. 66).
Le docteur, suspendu, a su organiser sa survie, en alimentation et en pálinka, malgré les ordures et la puanteur. Imbibé, il surveille tout depuis sa fenêtre, il tient son journal (préserver sa mémoire de la destruction, imprimer cette funeste décadence' (p. 85-86), et des dossiers sur tous ceux qui sont restés au village de la coopérative, ces esclaves déchus sans seigneur (p. 72). Comme Mme Kraner vient de démissionner, il sort s'arranger avec l'aubergiste, commence à patauger dans la boue, croise les filles Horgos (Mari et Juli), puis disparaît.
Le contrôleur Kelemen arrive à l'auberge par l'ancienne route, raconte avoir vu Irimias et Petrina. Mme Halics y voit une résurrection, et Mme Schmidt l'occasion de sortir de ce trou. Le fermier Kerekes, ivre mort, s'endort sur le billard. Les rumeurs circulent.
La petite idiote (Etsike, bécasse, débile, dinde, dingue), loin de la révélation du jeune aveugle accordéoniste de rue (Korin), mystifiée et escroquée par son vaurien de frère (Sanyi) avec le secret de l'arbre à sous, après avoir sacrifié le chat Micur, trouve la seule route qui mène aux anges (p. 162).
À l'auberge, la soirée peut débuter. Futaki espère encore que le retour d'Irimias, l’homme providentiel des situations et des hommes désespérés (p. 214) va permettre à l'entreprise collective de repartir. L'accordéon permet de danser des czardas puis des tangos. Personne ne voit à l'aube l'arrivée prévisible d'Irimias et Petrina. Et nul ne saurait résister à l’ultime offensive des araignées de l’auberge (p. 223) qui se chargent d'étendre leurs réseaux puis de se retirer dans leurs antres.
La seconde partie s'ouvre par le grand discours culpabilisant d'Irimias : victime, crime, accident, malédiction, déchéance, châtiment implacable, léthargie générale, coupable impuissance, avertissement, sacrifice. La rédemption de toute la misère de malchanceux, d'exclus, de précaires, d'abandonnés (p. 246), la mission que Dieu m'a confiée, est de créer une ferme modèle avec une poignée d'hommes qui n'ont rien à perdre. Et, dans l'enthousiasme, (presque) chacun remet l'argent.
L'aubergiste seul subodore une escroquerie, sans pouvoir l'empêcher, et décide d'abandonner son local sombre, humide et putride (p. 261). Futaki hésite à partir : il avait été jusqu'ici le prisonnier de la coopérative et du hangar aux machines, il serait désormais le serviteur du risque (p. 262). Chaque partant fait sa valise. Les Kraner détruisent les biens qu'ils n'emportent pas, vite imités. Restent les Horgos et quelques isolés, ploucs, péquenots. Et commence l'exode  vers le manoir Almassy : fini la misère de la troupe des huit, les Schmidt, Kraner, Halics et les deux célibataires, Futaki et le directeur d'école. Mais ce manoir, château fantasmé, jadis dépotoir à machines, abandonné, ensauvagé, est moins un refuge nocturne qu'une source de cauchemars.
De leur côté, par une autre route, Irimias et Petrina, et leur nouvel et désormais inséparable acolyte, le mouflet Sandor-Sanyi, se rendent au château Weinkheim. Ils sont troublés par des bruits étranges, et des sortes de voiles blancs qui s'évaporent en arrivant au sol, puis un rire argentin. Quand ils parviennent au parc, entre trois énormes chênes dénudés, au milieu d'une petite clairière... enveloppé dans un voile blanc transparent... un petit corps reposait (p. 303). L'apothéose d'Etsike ? La toile d'araignées à l'échelle du pays, version Irimias (p. 295) se transforme en piège : quand on croit qu'on va être libérés, en fait, on est seulement en train de changer les verrous (p. 310). Ils fuient, et, quand ils atteignent le café Mero, à la petite ville, une autre panique les attend, la troupe des chevaux échappés à l'abattoir.
Au départ de la coopérative, la veille, pour le groupe des huit partants, le ciel s'était soudain couvert de papillons aux couleurs éclatantes  et les douces voix des anges leur étaient clairement parvenues (p. 255). Le réveil est plus amer, avec l'incendie du manoir Almassy. Ils se retrouvent sur la plate-forme d'un camion surgi de nulle part. Leur sauveur les a embarqués, et, du buffet de la gare, il les dispatche dans différents lieux pour de petits emplois avec un maigre salaire, en attendant... 
Loin de cette sourde détresse, les rédacteurs des services de sécurité sont chargés de transcrire, de manière acceptable par les autorités, les rapports manuscrits (d'Irimias ou du docteur) sur les membres cette bande.
Au dernier chapitre, après trois semaines d'hospitalisation en ville, de retour avec le plein en alimentation et en pálinka pour toute la saison des pluies, le docteur reprend ses observations, décrit les comportements de personnages qu'il ne peut pas voir. Il paraît de plus en plus confus, craint de devenir fou, croit entendre des cloches, la mélodie perdue d'un espoir (p. 374). Il peut encore bouger son immense corps obèse jusqu'à l'ancienne chapelle effondrée, dont un vieux malade mental reclus parfois fait résonner les cloches. À moins qu'il ne s'agisse d'une autre hallucination...
Le docteur peut imaginer les éléments de ses dossiers, et/ou ne rien avoir vu ou su des événements, qui se seraient déroulés pendant son hospitalisation. Ou bien rien n'a encore eu lieu. Les araignées seraient essentiellement métaphoriques.

## Citation
« Les deux pendules, dit le plus grand à son compagnon, comme pour le rassurer, marquent des heures différentes et toutes deux sont étonnamment inexactes. La nôtre — et il lève son index incroyablement long et fin — retarde alors que l'autre... ce n'est pas le temps qu'elle mesure mais l'éternité de la servitude et face à elle nous sommes comme une brindille face à la pluie : totalement impuissants. » (p. 43)

## Réception
Le lectorat francophone apprécie fortement ,
Le film Le Tango de Satan (1994), de Béla Tarr, dont le scénario s'inspire du roman, lui confère une autre dimension et une autre audience.